# Ignacij Mrak
Ignacij Mrak, slovenski škof v Združenih državah Amerike, * 16. oktober 1810, Hotovlja, † 2. januar 1901, Marquette, Michigan, Združene države Amerike.
Rodil se je očetu Matiji in materi Mariji. Ignacij Mrak je bil drugi škof Škofije Marquette, nasledil je Friderika Barago. Klasično izobrazbo si je pridobil na Ljubljanski gimnaziji, teologijo pa je študiral na škofijskem semenišču. Takratnji škof Anton Alojzij Wolf ga je 13. avgusta 1837 posvetil v duhovnika. Da bi se usposobil za poučevanje v hiši feldmaršala barona Petra Pirqueta, je opravil stroge izpite v Legnagu blizu Verone v Italiji, ki je bila takrat del Habsburške monarhije. Leta 1840 se je vrnil v domačo škofijo in opravljal nekaj služb do odhoda v Ameriko pet let kasneje.
Detroitski škof Lefebre ga je prisrčno sprejel in nemudoma poslal za pomočnika v Arbre Croche k Francu Pircu. Dve leti je skupno misijonarjenje rojevalo sadove, nakar je bil leta 1851 Pirc prestavljen v Minnesoto, Mrak pa je nadaljeval z delom v indijanskem misijonu. Zaradi njegove predanosti staroselcem ga je Baraga nastavil za generalnega vikarja, po njegovi smrti pa je postal drugi škof Škofije Marquette. Dolgo časa je škofovsko službo zavračal, vendar je po posredovanju nadškofa Purcella popustil in bil tako 9. februarja 1869 v Cincinnatiju posvečen. Po desetih letih predanega upravljanja škofije je njegovo zdravje začelo pešati, čeravno je bil vajen trdega dela, in leta je 1879 odstopil ter bil imenovan za naslovnega škofa v Antinoe (naslovni sedež v Egiptu). Nekaj let je še ostal s svojim naslednikom Janezom Vertinom, nato pa je po sili razmer prevzel dolžnosti pastorja ordinarija. Z vrnitvijo zdravja se je njegova ljubezen do Indijancev prebudila, tako da se je vrnil v misijon, ki ga je zelo nejevoljen zapusil zavoljo škofovske službe. Škof Richter iz Škofije Grand Rapids ga je ga je nadvse prisrčno sprejel in mu na njegovo prošnjo predal misijon pri Eagle Town-u (Okrožje Leeland). Tam je živel preprosto življenje, deléč svojo letno preživnino 800-tih dolarjev, skupaj s še dvema dominikanskima sestrama, ki ju je pregovoril, da sta odprli šolo za njegove zadolžitve. V svojem 81-em letu se je umaknil nazaj v Marquette in od tedaj do svoje smrti izpolnjeval kaplansko službo pri bolnišnici svete Marije.
Njegova dobrodelnot je bila pregovorno kakor nejgova človekoljubnost. Preživel je svojega naslednika na škofovskem mestu in dočakal izvolitev četrtega škofa, ki ga je sam posvetil v duhovnika. Njegovi poslednji ostanki počivajo v kripti stolnice poleg popreje preminulima Barage in Vertina.